# John Lumley-Savile (8e comte de Scarbrough)
Pour l’article homonyme, voir John Lumley-Savile (7e comte de Scarbrough).
John Lumley-Savile, 8e comte de Scarbrough (18 juillet 1788-29 octobre 1856), titré vicomte Lumley entre 1832 et 1835, est un pair et homme politique whig britannique.

## Biographie
Il est le fils de John Lumley-Savile (7e comte de Scarbrough), prébendier d'York, le fils cadet de Richard Lumley-Saunderson (4e comte de Scarbrough) et Barbara, sœur et héritière de George Savile (8e baronnet). Sa mère Anna Maria, est la fille de Julines Hering. Il fait ses études au St John's College de Cambridge. En 1836, il prend par licence royale le nom de famille supplémentaire et principal de Savile. 
Il est élu député pour le Nottinghamshire en 1826, un siège qu'il occupe jusqu'en 1832, lorsque la circonscription est abolie. Il siège ensuite pour le Nottinghamshire North jusqu'en 1835, date à laquelle il succède à son père dans le comté et entre à la Chambre des lords. Il est également Lord Lieutenant du Nottinghamshire de 1839 à 1856.

## Famille
Lord Scarbrough ne s'est jamais marié. Cependant, il a cinq enfants naturels, quatre fils et une fille. Il lègue sa grande propriété à Rufford, Nottinghamshire, à son deuxième fils, le capitaine Henry Lumley (décédé en 1881), et à sa mort, ils passent au quatrième fils, Augustus William Lumley-Savile (1829-1887). À la mort de ce dernier, ils passent au fils naturel aîné de Lord Scarbrough par une femme d'origine française, John Lumley-Savile (en), qui prend le nom de famille de Savile seulement. Il est un éminent diplomate et est créé baron Savile en 1888. Lord Scarbrough est décédé en octobre 1856, à l'âge de 68 ans, et est remplacé dans le comté par son cousin, Richard Lumley (9e comte de Scarbrough).